# Forsterina koghiana
Forsterina koghiana is een spinnensoort in de taxonomische indeling van de Desidae.
Het dier behoort tot het geslacht Forsterina. De wetenschappelijke naam van de soort werd voor het eerst geldig gepubliceerd in 1992 door Gray.